# Conservatoire à rayonnement départemental de Cannes
 (décembre 2023).
Le conservatoire à rayonnement départemental de Cannes est un établissement français d'enseignement artistique agréé et contrôlé par l'État (Direction générale de la Création artistique du ministère de la Culture et de la Communication) représenté par la direction régionale des Affaires culturelles (DRAC).

## Situation géographique
Le conservatoire est situé au château Font-de-Veyre, ancienne villa Allegria, 70, avenue du Docteur-Raymond-Picaud, dans le quartier de La Bocca à Cannes, dans le département des Alpes-Maritimes, en région Provence-Alpes-Côte d'Azur,. 

## Historique
Créé en 1977 sous la forme d'une association précédemment installée 65, boulevard Carnot, puis 5, rue d’Oran dans le quartier du Centre-ville - Croisette, puis au 62, du boulevard d'Alsace dans le quartier Californie - Pezou, l'école de musique dirigée par André Peyrègne puis par Philippe Bender jusqu'en 2002, devient municipale en 1983 et obtient un agrément d’état en 2005. En 2008, l'établissement est classé conservatoire à rayonnement départemental tout en restant en régie municipale directe. Alain Pavard reprend la direction de l'institution en 2002, et initie l'établissement de nombreux partenariats entre le Conservatoire et des écoles étrangères de musique en Russie (Académie Gnessine de Moscou), en Israël, en Chine, au Viêt Nam, et au Costa Rica. Alain Baldocchi, auparavant conseiller aux études et directeur adjoint, succède à Pavard en 2019. 
Pour la saison 2012-2013, soixante-six professeurs et assistants spécialisés d'enseignement artistique accueillent 1 100 élèves.

## Enseignements
Le conservatoire propose deux spécialités, musique et art dramatique. Il délivre un enseignement de 1er, 2e et 3e cycles de pratique amateur, de 3e cycle spécialisé et un cycle spécialisé préparatoire aux concours d'entrée au Conservatoire national supérieur de musique et de danse de Paris et au Conservatoire national supérieur de musique et de danse de Lyon. L'établissement décerne un certificat d'études musicales, un certificat d'études théâtrales et des diplômes d’études musicales et théâtrales. 
Dans le domaine musical, le conservatoire dispose de départements d'instruments à cordes (violon, alto, violoncelle, contrebasse), bois (flûte, hautbois, basson, saxophone, clarinette), cuivres (cor, trompette, trombone, tuba, saxhorn, euphonium), ainsi que des classes de piano, orgue, accordéon, guitare, basse électrique, batterie, big band, harpe, percussions traditionnelles et jazz. Des classes d'accompagnement, d'analyse musicale, d’écriture, d'arrangement et de composition musicale, de musique assistée par ordinateur, de composition à l'image, d'option musique au baccalauréat, de musique de chambre, d'orchestre et de musique d'ensemble, de jazz, de chant (lyrique, actuel, choral, jazz vocal), ainsi que des cours de musiques ancienne, baroque (clavecin, luth, traverso) et traditionnelles de Bretagne, Provence et Tsigane (cornemuse, harpe celtique, galoubet-tambourin), sont également dispensés. 
Il propose une sensibilisation à partir de dix-huit mois, des ateliers Suzuki (cordes) à partir de trois ans, un éveil musical à partir de cinq ans et un cursus personnalisé pour les adultes.
L'art dramatique est abordé par des ateliers d'interprétation, de travail vocal et d’improvisation en association avec le Centre régional des arts du cirque de Provence-Alpes-Côte d'Azur Piste d'Azur.
Le conservatoire s’inscrit, en partenariat avec l’Éducation nationale, dans un cycle de classes à horaires aménagés. L’école primaire de la Frayère et les collèges des Mûriers et Sainte-Marie participent à ce programme.